# Bootanelleus hyalinus
Bootanelleus hyalinus är en stekelart som först beskrevs av Girault 1915.  Bootanelleus hyalinus ingår i släktet Bootanelleus och familjen gallglanssteklar. Inga underarter finns listade.